# قائمة المسلسلات التركية
فيما يلي قائمة بالمسلسلات الدرامية التلفزيونية التركية حسب ترتيب ابجدي والأرقام.

## ترتيب ابجدي والأرقام

### 2
- 20 دقيقة

### أ
- أبناء الإخوة
- أسقف زجاجية
- أغنية الحياة
- أميرة بلا تاج
- أنت في كل مكان

### ا
- ابنة السفير
- القضاء
- اسمعني
- الطبيب المعجزة
- اسمه السعادة
- اسمي فرح
- اسمي ملك
- أسميتها فريحة
- الأمانة
- المنظمة
- الانتقام الحلو
- البازار
- البراءة
- الحب الأول
- الحفرة
- الحلوات الصغيرات الكاذبات
- الخائن
- السجين
- الصيف الأخير
- العائلة
- العشق الأسود
- العشق الفاخر
- العشق المر
- العشق عنادا
- العهد
- الغدار
- الغراب
- الغرفة 309
- الغرفة الحمراء
- الفراشات الزرقاء
- الفناء
- القروية الجميلة
- الكاذبون وشموعهم
- اللطخة
- المطاردة تركي
- الملكة
- الهاوية
- الوصال
- اليمين

### ب
- بربروسا: سيف البحر الأبيض المتوسط
- بهار
- بين نارين

### ت
- تتار رمضان
- تذكر يا قلبي

### ث
- ثمن الحب
- ثمن الشهرة
- ثلاثة قروش

### ج
- جانبي الأيسر
- جرائم صغيرة
- جنان
- جواسيس القصر

### ح
- حب أعمى
- حب في مهب الريح
- حب منطق انتقام
- حب بلا حدود
- حب للإيجار
- حرب الورود
- حكاية المدينة البعيدة
- حكاية جزيرة
- حكاية سمر
- حكيم أوغلو
- حلم اشرف

### خ
- خارج عن القانون
- خير الدين بربروس: مرسوم السلطان

### س
- سامحيني
- سنوات الضياع
- سيدة المزرعة

### ش
- شارع السلام
- شقة الأبرياء

### ط
- طائر العنقاء
- طباخ السلطان
- طبيب القرية

طبيب المعجرة

### ع
- عميل الحب
- عودة مهند

### غ
- غلطة حياتي

### ف
- فرحات وشيرين
- فوضى عارمة
- في السراء والضراء
- فيلينتا مصطفى
- فاتح القدس صلاح الدين الأيوبي

### ق
- قانون الذئاب
- قبضة نمر

### ك
- كان يا مكان في تشكوروفا
- كوت العمارة

### ل
- لا أحد يعلم
- لا أستطيع التأقلم مع هذا العالم
- لعبة الحظ
- لعبة القدر

### م
- ماذا لو!
- مشوار أمير
- مصير آسية
- ملكة الليل
- محمد: سلطان الفتوحات

### ن
- نبض الحياة
- نبضات قلب
- نجمة الشمال

### و
- وادي الذئاب: الكمين
- وجها لوجه
- وصفة الحب

## أنظر أيضا
- الدراما التلفزيونية التركية